# Teresa Gil de Soverosa
Teresa Gil de Soverosa (m. ca. 1269), dama portuguesa hija de Gil Vázquez de Soverosa y de María Aires de Fornelos, y amante del rey Alfonso IX de León.

## Biografía
Se desconoce su fecha de nacimiento. Fue hija de Gil Vázquez de Soverosa y de María Aires de Fornelos, amante del rey Sancho I de Portugal. Por parte paterna fueron sus abuelos Vasco Fernández de Soverosa y Teresa González de Sousa.
La última vez que aparece en la documentación fue en 1269 y debió fallecer poco después.

## Descendencia
Fruto de su relación extramatrimonial con el rey Alfonso IX de León, hijo de Fernando II de León y de la reina Urraca de Portugal, nacieron cuatro hijos:
- Sancha Alfonso de León (m. 1270). Contrajo matrimonio con Simón Ruiz de los Cameros, señor de los Cameros[3] e hijo de Rodrigo Díaz de los Cameros y de Aldonza Díaz de Haro. Posteriormente profesó como religiosa en el convento de Santa Eufemia de Cozuelos que había fundado.[3]
- María Alfonso de León (m. después de julio de 1275). Contrajo un primer matrimonio con Álvaro Fernández de Lara, hijo del conde Fernando Núñez de Lara y de la condesa Mayor González.[4] Fue concubina de su sobrino el rey Alfonso X de Castilla y, según el conde de Barcelos, contrajo un segundo matrimonio con Suero Arias de Valladares.[3]
- Martín Alfonso de León (m. 1268/1272), esposo de María Méndez de Sousa, fundadores del monasterio de Sancti Spiritus en Salamanca. No hubo descendencia de este matrimonio.[5]
- Urraca Alfonso de León (m. después de 1280). Según el el conde de Barcelos, Urraca contrajo matrimonio por primera vez con Romeo García de Aragón,[6]  señor de Tormos, Pradilla y El Frago, y posteriormente con Pedro Núñez de Guzmán,[3] adelantado mayor de Castilla.